# Druhá vláda Marta Laara

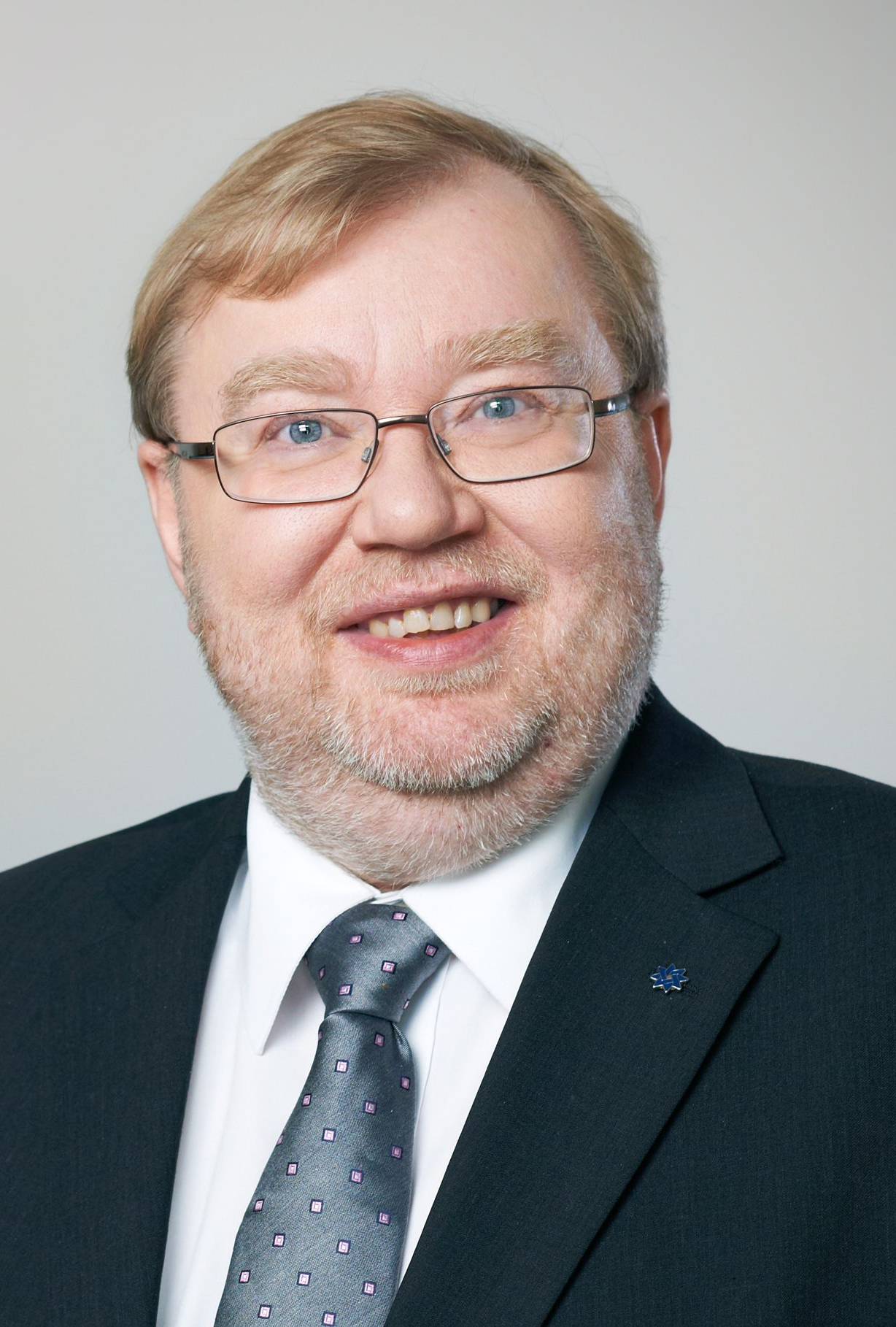
Mart Laar

Druhá vláda Marta Laara byla vládou Estonské republiky od 25. března 1999 do 28. ledna 2002.
| Funkce                           | Jméno                | Funkční období        | Strana         |
| -------------------------------- | -------------------- | --------------------- | -------------- |
| Premiér                          | Mart Laar            | 25.03.1999–28.01.2002 | Isamaaliit     |
| Ministr školství                 | Tõnis Lukas          | 25.03.1999–28.01.2002 | Isamaaliit     |
| Ministr spravedlnosti            | Märt Rask            | 25.03.1999–28.01.2002 | Reformierakond |
| Ministr obrany                   | Jüri Luik            | 25.03.1999–28.01.2002 | Isamaaliit     |
| Ministr životního prostředí      | Heiki Kranich        | 25.03.1999–28.01.2002 | Reformierakond |
| Ministryně kultury               | Signe Kivi           | 25.03.1999–28.01.2002 | Reformierakond |
| Ministr zemědělství              | Ivari Padar          | 25.03.1999–28.01.2002 | Mõõdukad       |
| Ministr hospodářství             | Mihkel Pärnoja       | 25.03.1999–05.10.2001 | Mõõdukad       |
| Ministr hospodářství             | Henrik Hololei       | 15.10.2001–28.01.2002 | Stranalos      |
| Ministr financí                  | Siim Kallas          | 25.03.1999–28.01.2002 | Reformierakond |
| Ministr vnitra                   | Jüri Mõis            | 25.03.1999–05.11.1999 | Isamaaliit     |
| Ministr vnitra                   | Tarmo Loodus         | 09.11.1999–28.01.2002 | Isamaaliit     |
| Ministr sociálních věcí          | Eiki Nestor          | 25.03.1999–28.01.2002 | Mõõdukad       |
| Ministr dopravy a infrastruktury | Toivo Jürgenson      | 25.03.1999–28.01.2002 | Isamaaliit     |
| Ministr zahraničních věcí        | Toomas Hendrik Ilves | 25.03.1999–28.01.2002 | Mõõdukad       |
| Ministr bez portfeje             | Toivo Asmer          | 25.03.1999–28.01.2002 | Reformierakond |
| Ministryně bez portfeje          | Katrin Saks          | 25.03.1999–28.01.2002 | Mõõdukad       |